# Giles County, Tennessee
Giles County är ett administrativt område i delstaten Tennessee, USA, med 29 485 invånare. Den administrativa huvudorten (county seat) är Pulaski.

## Geografi
Enligt United States Census Bureau har countyt en total area på 1 583 km². 1 582 km² av den arean är land och 1 km² är vatten.

### Angränsande countyn
- Maury County - nord
- Marshall County - nordost
- Lincoln County - öst
- Limestone County, Alabama - syd
- Lawrence County - väst